# Christian Schneider (Germanist)
Christian Schneider (* 1974) ist ein deutscher Germanist.

## Leben
Er studierte Rechtswissenschaften, deutsche Sprachen und Literatur sowie Geschichte an den Universitäten Passau, Norwich, Wien und Heidelberg. Er hat einen Ruf an die Universität Osnabrück auf die W2-Professur Kulturwissenschaftliche Mediävistik zum 1. März 2021 angenommen.
Seine Forschungs- und Lehrinteressen liegen in der mittelalterlichen Erzähltheorie, der spätmittelalterlichen Hofkultur, der vormodernen Denk- und Wissensgeschichte und der Textkritik.

## Schriften (Auswahl)
- Hovezuht. Literarische Hofkultur und höfisches Lebensideal um Herzog Albrecht III. von Österreich und Erzbischof Pilgrim II. von Salzburg (1365–1396). Heidelberg 2008, ISBN 3-8253-5454-7.
- mit Thordis Hennings, Manuela Niesner und Christoph Roth (Hg.): Mittelalterliche Poetik in Theorie und Praxis. Festschrift für Fritz Peter Knapp zum 65. Geburtstag. Berlin 2009, ISBN 978-3-11-020544-2.
- mit Ellen Redling (Hg.): Gothic transgressions. Extension and commercialization of a cultural mode. Wien 2015, ISBN 3-643-90364-2.
- Logiken des Erzählens. Kohärenz und Kognition in früher mittelhochdeutscher Epik. Berlin 2021, ISBN 978-3-11-059191-0.